# Gao (stad)
Gao is een stad (commune urbaine) en gemeente (commune) in Mali aan de Niger. Gao ligt in de regio Gao en heeft een inwonertal van 86.000 (2009). 
De Niger is vanaf Gao stroomopwaarts bevaarbaar tot in Bamako dankzij een kanaal dat de Sotubawatervallen omzeilt.

## Geschiedenis
Gao zou gesticht zijn in de 7e eeuw, door koning Kanda, de stichter van de Za-dynastie, waaruit het Songhai-rijk voortkwam. In de 9e en 10e eeuw was Gao een van de belangrijkste handelsplaatsen voor de transsaharahandel, die sub-Sahara Afrika met het Noord-Afrika verbond. Het vormde de toegangspoort tot de vruchtbare Nigervallei. Aan het eind van de 10e eeuw was Gao het eerste koninkrijk ten zuiden van de Sahara dat de islam als godsdienst aannam.

## Bezienswaardigheden
- De 14e-eeuwse Moskee van Gao
- Tombe van Askia (UNESCO werelderfgoed) uit 1495
- Sahelmuseum
- de markten
- La Dune Rose, een duin die zijn naam dankt aan zijn uitzicht bij avond.

## Bevolking

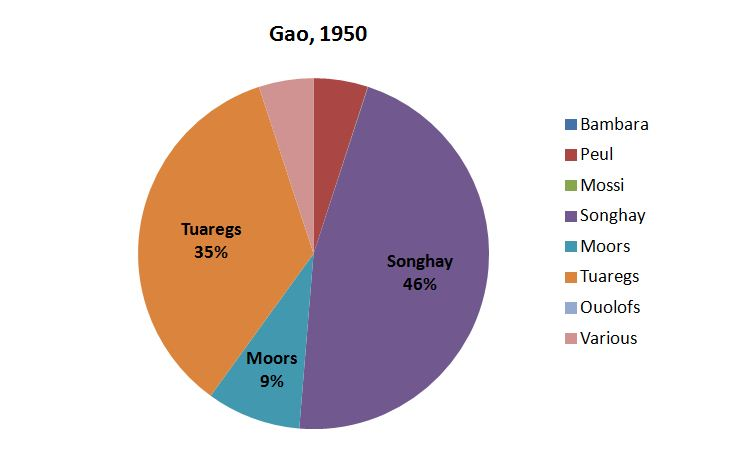
Volkstelling Gao in 1950.

In Gao wonen overwegend Songhai en Toeareg.